# Personaggi della serie Super Smash Bros.

Un murale con i combattenti di Super Smash Bros. Ultimate, che include tutti i personaggi giocabili della serie.

La serie di videogiochi picchiaduro Super Smash Bros. di Nintendo, lanciata nel 1999, presenta un assortimento di personaggi di videogiochi provenienti da 40 franchise diversi. Ci sono 89 personaggi giocabili in tutta la serie, per lo più provenienti da franchise Nintendo ma con anche un certo numero di personaggi di terze parti. Ci sono anche altri personaggi non giocanti che assumono la forma di nemici, boss e power-up.

## Personaggi giocabili
Ogni gioco della serie ha un numero di personaggi giocabili, chiamati "combattenti", provenienti principalmente dai franchise di Nintendo. Ci sono 89 combattenti in totale nella serie. A partire da Super Smash Bros. Brawl, sono stati introdotti personaggi giocabili da franchise non Nintendo e a partire da Super Smash Bros. for Nintendo 3DS e Wii U, alcuni personaggi hanno ricevuto costumi alternativi che rappresentavano varianti di genere o personaggi completamente diversi. All'inizio di ogni gioco alcuni combattenti non saranno utilizzabili. Per sbloccare un combattente nascosto, i giocatori devono superare determinate condizioni e sconfiggere quel combattente in una partita.
In Super Smash Bros. for Nintendo 3DS e Wii U e Super Smash Bros. Ultimate, i giocatori possono creare i loro Combattenti Mii personalizzabili con tre tipologie differenti di combattimento (Lottatore, Spadaccino e Fuciliere) e con costumi sbloccabili durante la modalità di gioco o comprati come contenuti scaricabili. Diversi costumi sono basati su personaggi o franchise non ancora rappresentati in altro modo, come: Sans di Undertale, Altaïr di Assassin's Creed, Cuphead del gioco omonimo, Vault Boy di Fallout, Bomberman dell'omonima serie, Travis Touchdown di No More Heroes, Sangue di Drago di The Elder Scrolls V: Skyrim, Dante di Devil May Cry, Shantae dall'omonima serie, e Doom Slayer di Doom.
Tutti i giochi della serie hanno combattenti che condividono alcune delle loro mosse e abilità con altri personaggi del roster, ma con piccole differenze nella loro presentazione e nella modalità di gioco. In Super Smash Bros. Melee questi combattenti sono conosciuti come "personaggi dal modello scambiabile" secondo il sito ufficiale giapponese, essi sono sbloccabili, ma si distinguono dagli altri combattenti sbloccabili perché la loro sagoma veniva aggiunta di fianco al personaggio su cui erano basati, invece che prendere uno degli slot vuoti in fondo allo schermo. In Ultimate, diversi personaggi con caratteristiche simili sono chiamati "Personaggi Eco" e segnati con una "ε". Dal menù delle opzioni è possibile scegliere se mostrarli di fianco al personaggio in cui sono basati o nello stesso slot.
| Combattente             | N64 | Melee | Brawl | for 3DS/Wii U | Ultimate     | Franchise               |
| ----------------------- | --- | ----- | ----- | ------------- | ------------ | ----------------------- |
| Abitante                | No  | No    | No    | Yes           | Yes          | Animal Crossing         |
| Banjo & Kazooie         | No  | No    | No    | No            | DLC          | Banjo-Kazooie           |
| Bayonetta               | No  | No    | No    | DLC           | Yes          | Bayonetta               |
| Bowser                  | No  | Yes   | Yes   | Yes           | Yes          | Mario                   |
| Bowser Jr.              | No  | No    | No    | Yes           | Yes          | Mario                   |
| Byleth                  | No  | No    | No    | No            | DLC          | Fire Emblem             |
| Captain Falcon          | Yes | Yes   | Yes   | Yes           | Yes          | F-Zero                  |
| Charizard               | No  | No    | Yes   | Yes           | Yes          | Pokémon                 |
| Chrom                   | No  | No    | No    | No            | Yes          | Fire Emblem             |
| Cloud                   | No  | No    | No    | DLC           | Yes          | Final Fantasy           |
| Corrin                  | No  | No    | No    | DLC           | Yes          | Fire Emblem             |
| Daisy                   | No  | No    | No    | No            | Yes          | Mario                   |
| Daraen                  | No  | No    | No    | Yes           | Yes          | Fire Emblem             |
| Diddy Kong              | No  | No    | Yes   | Yes           | Yes          | Donkey Kong             |
| Donkey Kong             | Yes | Yes   | Yes   | Yes           | Yes          | Donkey Kong             |
| Dr. Mario               | No  | Yes   | No    | Yes           | Yes          | Mario                   |
| Duo Duck Hunt           | No  | No    | No    | Yes           | Yes          | Duck Hunt               |
| Eroe                    | No  | No    | No    | No            | DLC          | Dragon Quest            |
| Falco                   | No  | Yes   | Yes   | Yes           | Yes          | Star Fox                |
| Fox                     | Yes | Yes   | Yes   | Yes           | Yes          | Star Fox                |
| Fuciliere Mii           | No  | No    | No    | Yes           | Yes          | Mii                     |
| Fuffi                   | No  | No    | No    | No            | Yes          | Animal Crossing         |
| Ganondorf               | No  | Yes   | Yes   | Yes           | Yes          | The Legend of Zelda     |
| Greninja                | No  | No    | No    | Yes           | Yes          | Pokémon                 |
| Ice Climbers            | No  | Yes   | Yes   | No            | Yes          | Ice Climber             |
| Ike                     | No  | No    | Yes   | Yes           | Yes          | Fire Emblem             |
| Incineroar              | No  | No    | No    | No            | Yes          | Pokémon                 |
| Inkling                 | No  | No    | No    | No            | Yes          | Splatoon                |
| Ivysaur                 | No  | No    | Yes   | No            | Yes          | Pokémon                 |
| Jigglypuff              | Yes | Yes   | Yes   | Yes           | Yes          | Pokémon                 |
| Joker                   | No  | No    | No    | No            | DLC          | Persona                 |
| Kazuya                  | No  | No    | No    | No            | DLC          | Tekken                  |
| Ken                     | No  | No    | No    | No            | Yes          | Street Fighter          |
| King Dedede             | No  | No    | Yes   | Yes           | Yes          | Kirby                   |
| King K. Rool            | No  | No    | No    | No            | Yes          | Donkey Kong             |
| Kirby                   | Yes | Yes   | Yes   | Yes           | Yes          | Kirby                   |
| Link                    | Yes | Yes   | Yes   | Yes           | Yes          | The Legend of Zelda     |
| Link bambino            | No  | Yes   | No    | No            | Yes          | The Legend of Zelda     |
| Link cartone            | No  | No    | Yes   | Yes           | Yes          | The Legend of Zelda     |
| Little Mac              | No  | No    | No    | Yes           | Yes          | Punch-Out!!             |
| Lottatore Mii           | No  | No    | No    | Yes           | Yes          | Mii                     |
| Lucario                 | No  | No    | Yes   | Yes           | Yes          | Pokémon                 |
| Lucas                   | No  | No    | Yes   | DLC           | Yes          | EarthBound              |
| Lucina                  | No  | No    | No    | Yes           | Yes          | Fire Emblem             |
| Luigi                   | Yes | Yes   | Yes   | Yes           | Yes          | Mario                   |
| Mario                   | Yes | Yes   | Yes   | Yes           | Yes          | Mario                   |
| Marth                   | No  | Yes   | Yes   | Yes           | Yes          | Fire Emblem             |
| Mega Man                | No  | No    | No    | Yes           | Yes          | Mega Man                |
| Meta Knight             | No  | No    | Yes   | Yes           | Yes          | Kirby                   |
| Mewtwo                  | No  | Yes   | No    | DLC           | Yes          | Pokémon                 |
| Min Min                 | No  | No    | No    | No            | DLC          | Arms                    |
| Mr. Game & Watch        | No  | Yes   | Yes   | Yes           | Yes          | Game & Watch            |
| Mythra                  | No  | No    | No    | No            | DLC          | Xenoblade Chronicles    |
| Ness                    | Yes | Yes   | Yes   | Yes           | Yes          | Earthbound              |
| Olimar                  | No  | No    | Yes   | Yes           | Yes          | Pikmin                  |
| Pac-Man                 | No  | No    | No    | Yes           | Yes          | Pac-Man                 |
| Palutena                | No  | No    | No    | Yes           | Yes          | Kid Icarus              |
| Peach                   | No  | Yes   | Yes   | Yes           | Yes          | Mario                   |
| Pichu                   | No  | Yes   | No    | No            | Yes          | Pokémon                 |
| Pikachu                 | Yes | Yes   | Yes   | Yes           | Yes          | Pokémon                 |
| Pianta Piranha          | No  | No    | No    | No            | DLC          | Mario                   |
| Pit                     | No  | No    | Yes   | Yes           | Yes          | Kid Icarus              |
| Pit oscuro              | No  | No    | No    | Yes           | Yes          | Kid Icarus              |
| Pyra                    | No  | No    | No    | No            | DLC          | Xenoblade Chronicles    |
| Richter                 | No  | No    | No    | No            | Yes          | Castlevania             |
| Ridley                  | No  | No    | No    | No            | Yes          | Metroid                 |
| R.O.B.                  | No  | No    | Yes   | Yes           | Yes          | R.O.B.                  |
| Rosalinda & Sfavillotto | No  | No    | No    | Yes           | Yes          | Mario                   |
| Roy                     | No  | Yes   | No    | DLC           | Yes          | Fire Emblem             |
| Ryu                     | No  | No    | No    | DLC           | Yes          | Street Fighter          |
| Samus                   | Yes | Yes   | Yes   | Yes           | Yes          | Metroid                 |
| Samus oscura            | No  | No    | No    | No            | Yes          | Metroid                 |
| Samus Tuta Zero         | No  | No    | Yes   | Yes           | Yes          | Metroid                 |
| Sephiroth               | No  | No    | No    | No            | DLC          | Final Fantasy           |
| Sheik                   | No  | Yes   | Yes   | Yes           | Yes          | The Legend of Zelda     |
| Shulk                   | No  | No    | No    | Yes           | Yes          | Xenoblade Chronicles    |
| Simon                   | No  | No    | No    | No            | Yes          | Castlevania             |
| Snake                   | No  | No    | Yes   | No            | Yes          | Metal Gear              |
| Sonic                   | No  | No    | Yes   | Yes           | Yes          | Sonic the Hedgehog      |
| Sora                    | No  | No    | No    | No            | DLC          | Kingdom Hearts          |
| Spadaccino Mii          | No  | No    | No    | Yes           | Yes          | Mii                     |
| Squirtle                | No  | No    | Yes   | No            | Yes          | Pokémon                 |
| Steve                   | No  | No    | No    | No            | DLC          | Minecraft               |
| Terry                   | No  | No    | No    | No            | DLC          | Fatal Fury              |
| Trainer di Wii Fit      | No  | No    | No    | Yes           | Yes          | Wii Fit                 |
| Wario                   | No  | No    | Yes   | Yes           | Yes          | Wario                   |
| Wolf                    | No  | No    | Yes   | No            | Yes          | Star Fox                |
| Yoshi                   | Yes | Yes   | Yes   | Yes           | Yes          | Yoshi                   |
| Zelda                   | No  | Yes   | Yes   | Yes           | Yes          | The Legend of Zelda     |
| Totale                  | 12  | 26    | 39    | 51 (+7 DLC)   | 76 (+13 DLC) | 40 franchise differenti |

Annotazioni
1. 1 2 3 4 5 6  È giocabile sia la variante maschile sia femminile.
2. ↑  I costumi alternativi di Bowser Jr. cambiano il suo nome e il suo aspetto rendendolo come uno dei Bowserotti: Larry, Roy, Wendy, Iggy, Morton, Lemmy o Ludwig.
3. 1 2 3  In Brawl e Ultimate, Squirtle, Ivysaur e Charizard sono raggruppati insieme sotto il nome di "Allenatore di Pokémon" nella schermata di selezione del personaggio. L'allenatore di Pokémon appare sullo sfondo mentre il giocatore controlla direttamente uno dei Pokémon, potendo scambiarli tra loro nel corso della partita. In 3DS/Wii U, è disponibile solo Charizard come personaggio individaule.
4. 1 2 3 4 5 6 7  In Ultimate, questo personaggio è classificato come personaggio Eco.
5. 1 2 3 4 5 6  In Melee, questo personaggio è considerato un personaggio con modello scambiato.
6. ↑  Nonostante il nome si riferisca ad un unico personaggio, l'Eroe rappresenta quattro diversi protagonisti della serie Dragon Quest. Il suo aspetto predefinito è il Lucente/Eleven di Dragon Quest XI, con Erdrick/Arusu di Dragon Quest III, Solo di Dragon Quest IV e Eight da Dragon Quest VIII che appaiono come costumi alternativi.
7. 1 2 3  In 3DS/Wii U, il Lottatore Mii, lo Spadaccino Mii e il Fuciliere Mii Gunner sono inseriti in un unico personaggio chiamato semplicemente "Mii". "Mii". In Ultimate, erano separati nei rispettivi slot individuali. Tuttavia, impilando i personaggi Eco si impilano anche i tre Guerrieri Mii come in 3DS/Wii U.
8. 1 2  Pyra e Mythra condividono uno slot nella schermata di selezione del personaggio; i giocatori possono liberamente scambiare tra i due personaggi nel corso della partita.
9. ↑  In 3DS/Wii U e Ultimate, metà dei costumi alternativi di Olimar cambiano il suo nome e aspetto in Alph, un personaggio da Pikmin 3.
10. 1 2  In Brawl, Samus Tuta Zero è una forma alternativa di Samus non visualizzata nella schermata di selezione del personaggio; i giocatori possono passare avanti e indietro tra i due utilizzando un attacco specifico. I due furono separati e diventarono personaggi indipendenti a partire da 3DS/Wii U.
11. 1 2  In Melee e Brawl, Sheik è una forma alternativa di Zelda non visualizzata nella schermata di selezione del personaggio; i giocatori possono passare avanti e indietro tra i due utilizzando un attacco specifico. I due furono separati e diventarono personaggi indipendenti a partire da 3DS/Wii U.
12. ↑  I costumi alternativi di Steve cambiano il suo nome e aspetto in Alex, uno Zombie o un Enderman.

## Personaggi non giocabili
In aggiunta al roster di combattenti giocabili, diversi personaggi non giocanti appaiono come strumenti evocabili tramite i "Trofei d'Assistenza" o le Poké Ball, sullo sfondo degli scenari come ostacoli, nemici, oggetti da collezione o boss nelle modalità per giocatore singolo. Sebbene alcuni siano stati ideati appositamente per la serie Super Smash Bros., la maggior parte di essi proviene da franchise di giochi affermati proprio come i personaggi giocabili.

### Boss
Nel corso della serie di Super Smash Bros., la maggior parte delle modalità per giocatore singolo hanno incluso diversi personaggi boss non giocabili. Alcuni di questi boss sono stati realizzati specificatamente per il franchise di Super Smash Bros..

#### Master Hand e Crazy Hand
Master Hand (マスターハンド?, Masutā Hando), è una gigantesca mano destra bianca animata: appare in tutti i cinque giochi della serie, servendo da final boss della Modalità Classica e, in Melee, nel cinquantesimo Evento. Melee introdusse la controparte sinistra di Master Hand, Crazy Hand (クレイジーハンド?, Kureijī Hando), che appariva in congiunzione con Master Hand in alcune situazioni. Master Hand appare anche nel gioco, Kirby e il labirinto degli specchi, come miniboss e insieme a Crazy Hand come boss. Inoltre appare nuovamente in Kirby: Topi all'attacco.
Master Hand e Crazy Hand sono identici d'aspetto: l'unica differenza è che Crazy Hand muove le dita in un modo impulsivo e distruttivo. Mentre Master Hand è più rilassato e maturo, Crazy Hand evoca il bizzarro. I suoi attacchi sono inoltre più ampi e veloci di quelli di Master Hand. Quando vengono affrontati insieme, Master e Crazy Hand sono in grado di eseguire delle mosse insieme.
Per un errore nel gioco di Melee selezionando "scontro" e facendo una combinazione di azioni nel menu personaggi è possibile usare Master Hand, ma non Crazy Hand. In Super Smash Bros. per Nintendo 3DS e Wii U, se sconfitti, nei livelli più difficili della modalità classica danno vita a Master Core, una strana figura delle tenebre composta da una Sfera Smash che tenta di ostacolare il personaggio selezionato assumendo diverse trasformazioni. Master Core potrà anche trasformarsi nei livelli ad intensità 8,0 e 9,0 (solo nella versione Wii U) in Master Fortezza, un'area esplorabile in cui il giocatore dovrà arrivare al punto debole della bestia superando i nemici presenti. Seppure non giocabili, esiste una Mod per renderli giocabili, che però richiede per il funzionamento un Leap Motion.
In Super Smash Bros. Ultimate appaiono svariati cloni di entrambe le mani e sono tutte sotto il controllo dei malvagi signori della luce e oscurità, Kiaran e Teneber. Spesso capiterà di imbattersi in questi cloni durante la modalità avventura "La Stella della Speranza" e verso la fine di essa sarà possibile liberare i veri Master Hand e Crazy Hand dal giogo di Kiaran e Teneber. Prima di scontrarsi con i signori della luce e oscurità, si potrà giocare nei panni di Master Hand e sconfiggere un'orda composta da 100 cloni malvagi raffiguranti i vari lottatori.

#### Miniboss
Super Smash Bros. introdusse diversi miniboss. Metal Mario (originario di Super Mario 64) e Giant Donkey Kong, semplici versioni potenziate dei loro rispettivi personaggi. Metal Mario è Mario con una maggiore resistenza, maggiore potenza d'attacco e a differenza di Mario è pesantissimo, essendo di metallo, ed infatti cade più velocemente. Giant Donkey Kong è semplicemente una versione più grande e più potente di Donkey Kong. Entrambi riappaiono nella Modalità Avventura di Melee, insieme a Giant Kirby, Metal Luigi e due Mini Donkey Kong. In ogni caso, degli strumenti introdotti in Melee (la Scatola!, il Superfungo e il Fungo Velenoso) rendono i personaggi normali simili a questi miniboss.

#### Giga Bowser
Giga Bowser, conosciuto in Giappone come Giga Koopa (ギガクッパ?, Giga Kuppa), è una gigantesca versione di Bowser introdotta in Melee. Boss finale segreto della Modalità Avventura, appare solamente se alcune condizioni vengono rispettate. Giga Bowser è anche uno degli sfidanti nell'Evento cinquantuno, con Ganondorf e Mewtwo dalla sua parte. Giga Bowser ha gli stessi attacchi di Bowser ma essi sono molto più potenti ed hanno effetti differenti, come ad esempio il soffio infuocato che non si esaurisce mai. Inoltre è talmente grande che è immune alle prese ed agli attacchi simili. Giga Bowser diventa giocabile per un breve periodo di tempo in Brawl, in cui Bowser si trasforma in esso durante il suo Smash Finale. Quando Bowser si trasforma in Giga Bowser diventa quasi invincibile finché l'effetto dello Smash Finale si esaurisce. Compare con la stessa funzione nel quarto capitolo. In Super Smash Bros. Ultimate Giga Bowser ritorna come boss nella modalità avventura "La Stella della Speranza" e anche nelle modalità classiche di Mario e Captain Falcon; lo Smash Finale, invece, non vedrà più Giga Bowser attaccare direttamente gli avversari corpo a corpo, ma lo farà ingigantire dietro lo scenario, dove potrà sferrare un pugno agli avversari, mandandoli KO.

#### Tabuu
Tabuu (タブー?, Tabū) è l'antagonista e boss finale di Super Smash Bros. Brawl. Entità dalle fattezze umane composta di pura energia, con un nucleo interno come cuore. Re del Subspazio, Tabuu è in grado di richiamare a sé diverse armi da usare in battaglia. Altri poteri includono, sia l'abilità di cambiare forma, che quella di teletrasportarsi; inoltre le sue catene di luce sono talmente potenti che nella modalità avventura del gioco, chiamata, Emissario del Subspazio, è riuscito a piegare Master Hand al suo volere. Possiede una seconda forma, identica alla prima, ma con ali colorate che spuntano dalla schiena. Il suo attacco più potente, conosciuto come Potere dell'Ala, consiste nel trasformarsi in questa forma e rilasciare onde distruttive, in grado di eliminare in solo attacco qualsiasi avversario. Nella storia della modalità Emissario del Subspazio, questo attacco trasforma i personaggi in trofei, rendendoli incapaci di agire, ma Kirby li salva perché aveva ingoiato una medaglia che curava questa trasformazione, stessa cosa avvenuta per Luigi, Ness e King Dedede. In seguito all'intervento di Sonic, che riuscì a tagliare le ali a Tabuu per impedirgli di ritrasformare i lottatori Nintendo in trofei, questi ultimi riuscirono a sconfiggerlo definitivamente.

#### Master Core
Master Core (マスターコア?, Master Core) è il boss finale della modalità classica in Super Smash Bros. for Nintendo 3DS / Wii U. Può essere affrontato soltanto a difficoltà pari o superiori a 5.1. Nel momento in cui Crazy Hand sta per essere sconfitto, Master Hand gli strappa via il guanto, rivelando Master Core. Master Core non compare se si sceglie di combattere solamente contro Master Hand. Nelle intensità superiori a 8.0, il giocatore deve per forza scegliere il percorso nero, per questo motivo la battaglia contro Master Core è inevitabile.
In Super Smash Bros. for Wii U, il giocatore non può scegliere se affrontare solo Master Hand, o combattere Master Hand e Crazy Hand insieme, di conseguenza alle intensità 5.1 e superiori egli è costretto ad affrontare Master Core.
Master Core è formato da un insieme di particelle nere chiamate Sciame, che permettono al boss di assumere forme diverse, ognuna coi propri attacchi. Tra le trasformazioni che Master Core può assumere, ce ne è una dall'aspetto umanoide chiamata Master Colosso, un'altra dalle sembianze di una bestia chiamata Master Belva, un'altra che si manifesta sotto forma di spade chiamata Master Lame, un'altra che permette allo sciame di copiare l'aspetto del giocatore chiamata Master ombra e, infine, la sua vera forma; il Master Nucleo che ha le sembianze di una Sfera Smash.

#### Kiaran e Teneber
Kiaran (in inglese Galeem, in giapponese Kiira (キーラ)) e Teneber (in inglese Dharkon, in giapponese Darz (ダーズ)) sono gli antagonisti della modalità avventura "La Stella della Speranza" in Super Smash Bros. Ultimate. Sono rispettivamente i signori della luce e dell'oscurità e sono acerrimi nemici. Kiaran appare come un nucleo di luce avvolto da lunghe ali angeliche iridescenti, mentre Teneber appare come un grosso occhio azzurro avvolto da lunghi tentacoli neri e viola, dotati di artigli alle estremità. All'inizio, Kiaran grazie ad un potente raggio riuscirà ad annientare tutti gli abitanti dell'universo, trasformandoli in Spiriti; tutti i lottatori, invece, verranno imprigionati e verranno ricavati dai loro corpi dei fantocci con le loro sembianze, i quali verranno usati per contenere la potenza dei vari Spiriti. Kirby è l'unico dei lottatori che riesce a salvarsi e toccherà a lui andare in giro per i vari mondi per liberare i vari Spiriti e tutti i lottatori dal giogo di Kiaran. Una volta sconfitto Kiaran, apparirà dal nulla Teneber e farà sprofondare tutti i lottatori finora liberati nel suo regno oscuro. In questo regno saranno presenti vari Spiriti e lottatori, anch'essi tenuti prigionieri ma questa volta dal giogo di Teneber. Una volta liberati tutti e sconfitto Teneber, riapparirà Kiaran intento a finire Teneber. Durante lo scontro finale, nel quale Kiaran e Teneber cercheranno di annientarsi a vicenda, i lottatori affrontano i signori della luce e dell'oscurità e riescono ad ucciderli una volta per tutte, facendoli sprofondare in mare.

### Sacco d'allenamento
Sandbag (サンドバッグくん?, Sandobaggu-kun) appare nel minigioco Home-Run Contest in Super Smash Bros. Melee, Super Smash Bros. Brawl e Super Smash Bros. per Nintendo 3DS e Wii U. L'obiettivo del minigioco è quello di lanciare il più lontano possibile Sandbag con una mazza da baseball o con una mossa. L'unico scopo di Sandbag è quello di essere colpito. Stando alla descrizione del suo trofeo, Sandbag non prova dolore, ma anzi ama osservare i personaggi che tentano di effettuare un buon punteggio. Nella versione italiana di Brawl, Sandbag viene chiamato Sacco da Allenamento. Oltre al minigioco, appare come strumento durante gli incontri, e, se viene colpito rilascia altri strumenti. Sacco da Allenamento appare anche nella sala d'attesa tra gli incontri Wi-Fi.

### Altri personaggi
A parte i boss, possono essere affrontati nelle modalità per un solo giocatore, personaggi non giocabili.
In ciascun gioco della serie, vi sono personaggi dal semplice design che ricordano i modelli poligonali. In Giappone questi personaggi sono sempre stati chiamati con un nome singolare, "Mysterious Small Fry Enemy Corps" (謎のザコ敵軍団?, Nazo no Zako Teki Gundan). Nelle altre lingue, il nome di questi personaggi cambia ad ogni gioco.
- Il Fighting Polygon Team è composto da versioni metalliche di colore viola, composti interamente da poligoni. Trenta di questi personaggi appaiono nel penultimo livello della modalità per un solo giocatore in Super Smash Bros.
- In Super Smash Bros. Melee, i Fighting Polygons sono stati rimpiazzati dai Fighting Wire Frames. A differenza del gioco originale, qui vi sono solo due tipi di Fighting Wire Frames (maschio e femmina). Il loro tratto distintivo è il cuore posto nel loro petto, ed il simbolo di Super Smash Bros. al posto della faccia. I Wire Frames maschio e femmina si muovono in modo simile ai movimenti di Captain Falcon e Zelda, rispettivamente. Entrambi i personaggi non possiedono mosse speciali.
- In Super Smash Bros. Brawl, i Fighting Wire Frames sono stati sostituiti dagli Zaamar (Fighting Alloy Team in lingua inglese). Questo team è composto da quattro membri differenti: Zaamar Rosso (ザコレッド?, Zakoreddo, ZakoRed), Zaamar Blu (ザコブルー?, Zakoburū, ZakoBlue), Zaamar Giallo (ザコイエロー?, Zakoierō, ZakoYellow), e Zaamar Verde (ザコグリーン?, Zakogurīn, ZakoGreen). Il corpo e i movimenti dello Zaamar il rosso sono basati su Captain Falcon, quelli del Blu su Zelda, quelli del Giallo su Mario e quelli del Verde su Kirby. Come i loro predecessori, tutti gli Zaamar non possiedono speciali mosse. Il loro corpo è composto da due parti, una superiore e una inferiore, connesse da sfere di energia. Al posto della faccia, delle mani e delle giunture, vi sono sfere di luce bianca.

Nonostante non siano giocabili normalmente, è possibile utilizzare questi personaggi particolari grazie all'ausilio di accessori come l'Action Replay. In Super Smash Bros. per Nintendo 3DS e Wii U i Fighting Wire Frames sono stati sostituiti dai Mii.